# San Vito di Leguzzano
San Vito di Leguzzano er en italiensk by (og kommune) i regionen Veneto i Italien, med omkring 3.558(2023) indbyggere. 